# Sezen Aksu
Fatma Sezen Yıldırım conocida como Sezen Aksu (Denizli, Turquía 13 de julio de 1954) es una famosa compositora, cantante y productora turca, llamada la Reina del Pop Turco.
Sezen Aksu ha influenciado marcadamente el Pop Turco desde su debut en 1975 como cantante, y por su asesoría y colaboración con numerosos cantantes a lo largo de su carrera, incluyendo a Sertab Erener, Şebnem Ferah, Aşkın Nur Yengi, Hande Yener, Levent Yüksel, y Tarkan.

## Biografía
Sezen Aksu nació en Sarayköy, Turquía. Su familia se mudó a Esmirna cuando tenía 3 años, por lo que pasó toda su infancia y el principio de su adolescencia ahí. Después de terminar sus estudios de preparatoria, comenzó a estudiar en el Instituto Agrícola local, pero lo abandonó para concentrarse en la música.
Junto con su amiga cercana Ajda Pekkan, Aksu es acreditada en la colocación de fundaciones de Pop turco en la década de 1970.
Su famoso tema "Firuze", ha sido versionado por la cantante israelí Yasmin Levy.
Colaboró con Arto Tunçboyacıyan en el tema O-kudum-da con letra de Aysel Gürel, autora de muchas de las canciones de Sezen Aksu.